# Coffret de Gandersheim
Le coffret de Gandersheim est un objet d'art de la fin du VIIIe siècle d'origine anglo-saxonne, conservé au musée Herzog Anton Ulrich de Brunswick, en Allemagne. Son nom vient de l'abbaye de Gandersheim, où il a été conservé jusqu'en 1815.

## Description
Le coffret est constitué de panneaux en os de baleine dans une armature de bronze. Son couvercle n'est pas plat, mais en forme de toit de maison. Il mesure 12,7 cm de long sur 6,67 cm de large et 12,7 cm de hauteur. Ses panneaux présentent des décorations à base d'entrelacs où apparaissent des animaux, des végétaux et des formes abstraites.
La face inférieure du coffret présente une inscription en runes anglo-saxonnes.

## Histoire
Le style du coffret rappelle fortement celui de sculptures réalisées vers la même période dans la région de Peterborough, en Angleterre, qui constitue donc un candidat probable pour son origine. Il est possible qu'il ait été offert à l'abbaye de Gandersheim par un donateur anglo-saxon, peut-être le roi Æthelstan lui-même. Il servait vraisemblablement de chrismale, un réceptacle pour les hosties ou le chrême.